# Прилепы (Острогожский район)
Прилепы — хутор в Острогожском районе Воронежской области.
Входит в состав Кривополянского сельского поселения.

## Население
| 2000 | 2005 | 2010 |
| ---- | ---- | ---- |
| 11   | ↘2   | ↗5   |

## Инфраструктура
На хуторе имеются одна улица — Сиреневая.